# Iain Vallance, Baron Vallance of Tummel

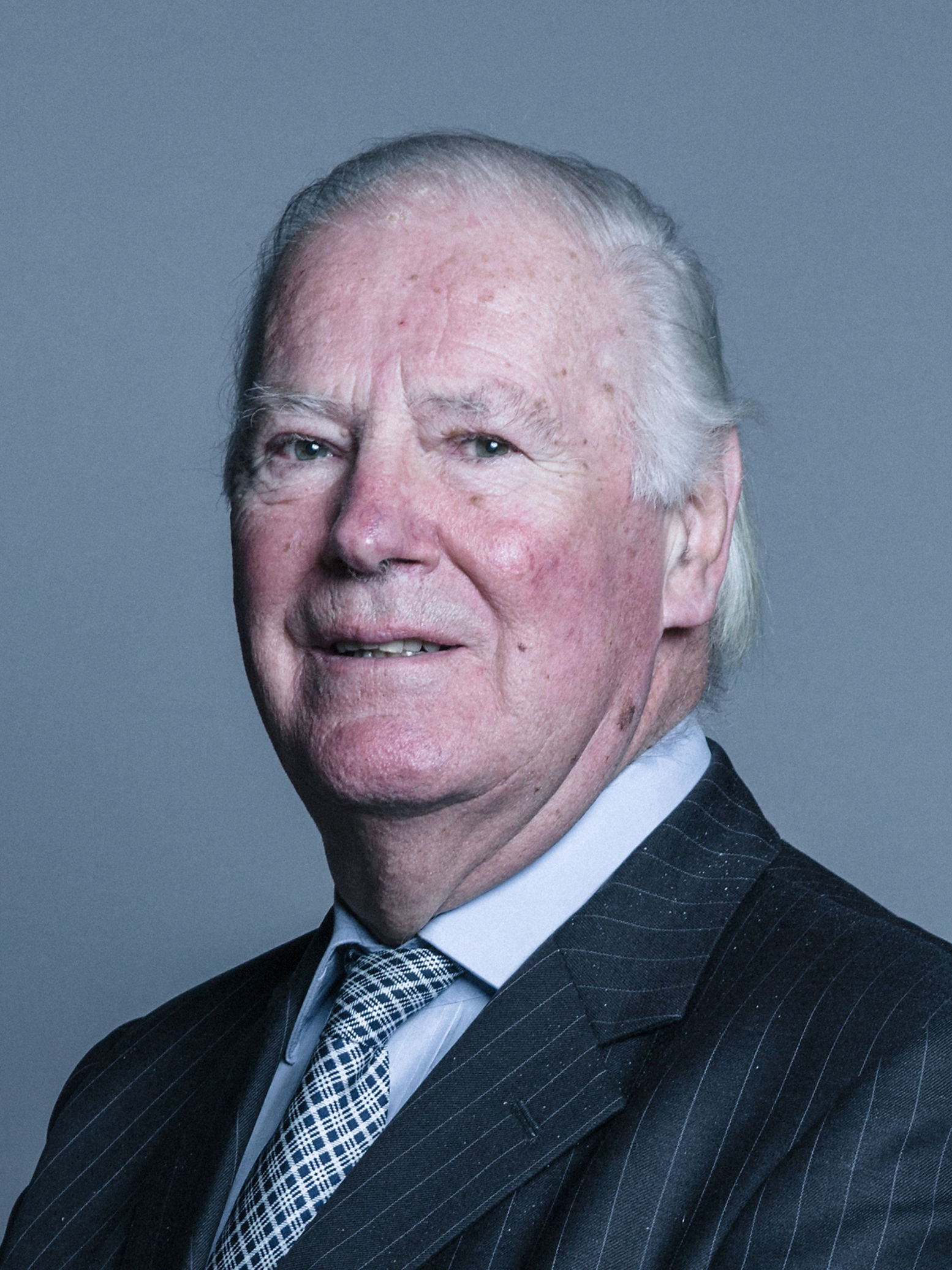
Iain Vallance, Baron Vallance of Tummel

Iain David Thomas Vallance, Baron Vallance of Tummel, FRSA (* 20. Mai 1943) ist ein britischer Verwaltungsbeamter, Wirtschaftsmanager sowie Politiker der Liberal Democrats und seit 2004 als Life Peer Mitglied des House of Lords.

## Leben

### Studium und Manager der Royal Mail
Nach dem Besuch der Edinburgh Academy, des Dulwich College und der Glasgow Academy begann Vallence ein Studium der Fächer englische Sprache und englische Literatur am Brasenose College der University of Oxford, das er 1965 mit einem Bachelor of Arts abschloss.
Im Anschluss begann er 1966 seine berufliche Laufbahn als Mitarbeiter der Royal Mail, der britischen Post, für die er bis 1981 tätig war. Dort wurde er nach einem postgradualen Studium der Betriebswirtschaftslehre an der London Business School (LBS) der Universität London, das er 1972 mit einem Master of Business Administration (M.B.A.) abschloss, 1976 Direktor der Zentralen Finanzabteilung. Danach war er dort noch von 1978 bis 1979 Direktor der Telekommunikationsfinanzierung sowie zuletzt zwischen 1979 und 1981 Direktor der Materialabteilung.

### Aufstieg zum Vorstandsvorsitzenden der British Telecom und Rücktritt
Nach Beendigung seiner Tätigkeit bei der Royal Mail wechselte Vallance 1981 zur 1984 privatisierten und 1991 in BT Group umbenannten British Telecom. Nachdem er vier Jahre in der Finanzierungsabteilung tätig gewesen war, wurde er 1985 Chief Operating Officer (COO) und schließlich zwischen 1986 und 1995 Chief Operating Officer (CEO). Zugleich war Vallance, der 1994 Knight Bachelor wurde, von 1987 bis 2001 Vorstandsvorsitzender des Unternehmens, ehe er aufgrund zahlreicher Rücktrittsforderungen von Seiten der Aktionäre, nicht zuletzt auch wegen der im März 2000 genannten Dotcom-Blase geplatzten Spekulationsblase, dem Wertverlust der Aktien und der Verschuldung des Unternehmens, 2001 zurücktrat. Im Anschluss bekleidete er noch bis 2002 das Ehrenamt eines Präsidenten der BT Group. Nachfolger als Vorstandsvorsitzender der BT Group wurde daraufhin der bisherige Vorsitzende des BBC Board of Governors, Christopher Bland.

### Weitere Funktionen in der Privatwirtschaft
Neben seiner Tätigkeit für die British Telecom war er seit 1988 Mitglied des Präsidiums sowie zwischen 2000 und 2002 Präsident des Präsidiums des Arbeitgeberverbandes Confederation of British Industry (CBI). Darüber hinaus war er 1988 bis 1996 Mitglied der European Foundation for Quality Management, die das EFQM-Modell entwickelte, sowie von 1991 bis 2002 Mitglied des Internationalen Beratungsgremiums der Britisch-US-amerikanischen Handelskammer und ferner von 1995 bis 2005 Vorsitzender des Europäischen Beratungskomitees der New York Stock Exchange (NYSE).
Des Weiteren war Vallance, der seit 1996 Mitglied des Internationalen Beratungsgremiums der Allianz SE ist, von 1998 bis 2001 Vorstandsmitglied von Scottish Enterprise, eine unabhängige Einrichtung der Regierung Schottlands zur Förderung von wirtschaftlicher Entwicklung, Unternehmen, Innovation und Investitionen in Schottland, sowie zwischen 2001 und 2002 Vize-Vorsitzender des Rates für Finanzberichterstattung (Financial Reporting Council).
Vallance, der zwischen 2003 und 2008 sowohl Vorsitzender des European Services Forum (ESF) als auch Mitglied des Europäischen Ratgeberrates der Investmentbank N M Rothschild & Sons war, ist außerdem seit 2003 Mitglied des Aufsichtsrates von Siemens.

### Oberhausmitglied
Am 22. Juni 2004 wurde er durch ein Letters Patent als Life Peer mit dem Titel Baron Vallance of Tummel, of Tummel in Perth and Kinross, in den Adelsstand erhoben. Am 8. September 2004 erfolgte seine Einführung (Introduction) als Mitglied des House of Lords.
Während seiner Mitgliedschaft im Oberhaus war er bisher von Juni 2005 bis Juli 2007 Sprecher der Fraktion der Liberal Democrats für Handel und Industrie sowie anschließend zwischen Juli 2007 und Mai 2010 Fraktionssprecher für Wirtschaft, Unternehmen und Regulierungsreformen.
Lord Vallance, der zurzeit Vorstandsvorsitzender der Computerdienstleistungsunternehmen Amsphere Consulting Ltd und Amsphere Ltd ist, engagiert sich ferner als Vorstandsvorsitzender der in Royal Conservatoire of Scotland umbenannten früheren Royal Scottish Academy of Music and Drama (RSAMD) sowie als Vizepräsident des Princess Royal Trust for Carers. Darüber hinaus ist er Fellow der Royal Society of Arts.